# Resolutie 2004 Veiligheidsraad Verenigde Naties
Resolutie 2004 van de Veiligheidsraad van de Verenigde Naties werd unaniem aangenomen op 30 augustus 2011. De resolutie verlengde de vredesmacht in Libanon wederom met een jaar. Die vredesmacht was in het voorbije jaar het doelwit geweest van terreuraanvallen, wat dan ook sterk veroordeeld werd.

## Achtergrond
Na de Israëlische inval in Zuidelijk Libanon eind jaren 1970, stationeerden de Verenigde Naties de tijdelijke VN-macht UNIFIL in de streek. Die moest er de vrede handhaven totdat de Libanese overheid haar gezag opnieuw kon doen gelden.
In 1982 viel Israël Libanon opnieuw binnen voor een oorlog met de Palestijnse PLO. Midden 1985 begon Israël met terugtrekkingen uit het land, maar geregeld vonden nieuwe aanvallen en invasies plaats.
Op 12 juli 2006 brak een oorlog uit tussen Hezbollah uit Libanon en Israël die een maand zou duren.

## Inhoud
Op vraag van Libanon en aanbevelen van secretaris-generaal Ban Ki-moon overwoog de Veiligheidsraad de UNIFIL-vredesmacht opnieuw te verlengen. Alle betrokken partijen werden opgeroepen resolutie 1701 uit 2006 volledig uit te voeren zodat een permanent staakt-het-vuren en vrede bereikt konden worden. Het was eveneens cruciaal dat de Blauwe Linie gerespecteerd werd en aldus ook duidelijk gemarkeerd werd.
Men was erg bezorgd over de schendingen van die resolutie, en vooral de meest recente op 15 mei en 1 augustus 2011. Het Libanese leger en UNIFIL werden geprezen om hun inspanningen om te vermijden dat de protesten op 5 juni — ter herdenking van de Zesdaagse Oorlog — uit de hand zouden lopen.
De Veiligheidsraad besloot de UNIFIL-macht te verlengen tot 31 augustus 2012. De samenwerking tussen de vredesmacht en het Libanese leger werd geprezen en verder aangemoedigd.
Alle betrokken partijen werden aangespoord zich aan de beëindiging van de vijandelijkheden te houden en verdere schendingen van de Blauwe Linie te voorkomen. De terreuraanvallen tegen de vredeshandhavers werden sterk veroordeeld en de Libanese overheid werd opgeroepen haar onderzoek hiernaar spoedig af te ronden teneinde de daders te berechten.
Bij Israël werd erop aangedrongen dat het zijn leger spoedig terug zou trekken uit Noord-Ghajar. Alle partijen werden opgeroepen mee te werken om het gebied tussen de Blauwe Linie en de Litani-rivier te demilitariseren.

## Verwante resoluties
- Resolutie 1965 Veiligheidsraad Verenigde Naties (2010)
- Resolutie 1994 Veiligheidsraad Verenigde Naties
- Resolutie 2028 Veiligheidsraad Verenigde Naties
- Resolutie 2052 Veiligheidsraad Verenigde Naties (2012)

Lijst ·  1967 ·  1968 ·  1969 ·  1970 ·  1971 ·  1972 ·  1973 ·  1974 ·  1975 ·  1976 ·  1977 ·  1978 ·  1979 ·  1980 ·  1981 ·  1982 ·  1983 ·  1984 ·  1985 ·  1986 ·  1987 ·  1988 ·  1989 ·  1990 ·  1991 ·  1992 ·  1993 ·  1994 ·  1995 ·  1996 ·  1997 ·  1998 ·  1999 ·  2000 ·  2001 ·  2002 ·  2003 ·  2004 ·  2005 ·  2006 ·  2007 ·  2008 ·  2009 ·  2010 ·  2011 ·  2012 ·  2013 ·  2014 ·  2015 ·  2016 ·  2017 ·  2018 ·  2019 ·  2020 ·  2021 ·  2022 ·  2023 ·  2024 ·  2025 ·  2026 ·  2027 ·  2028 ·  2029 ·  2030 ·  2031 ·  2032